# Luigi Sorrento
Luigi Sorrento (Licata, 27 novembre 1884 – Milano, 9 marzo 1953) è stato un filologo, linguista e critico letterario italiano.

## Biografia
Fece i suoi studi universitari a Catania, dove fu allievo di Carlo Pascal e Paolo Savj-Lopez. Si laureò nel 1908 con una tesi sul siciliano antico, che fu pubblicata qualche anno dopo (1911) ed ebbe vari sviluppi nei suoi studi successivi. 
Il 3 marzo 1909 fu iniziato in Massoneria nella loggia Mongibello di Giarre, appartenente al Grande Oriente d'Italia. 
Avendo vinto una borsa di studio presso l'Istituto di studi superiori di Firenze, si trasferì nel capoluogo toscano per approfondire i suoi studi di letterature neolatine sotto la guida di Ernesto Giacomo Parodi e Pio Rajna. Volle poi perfezionarsi ulteriormente all'estero, recandosi dapprima in Germania e in Austria, poi in Spagna, dove conobbe tra gli altri Ramòn Menéndez Pidal.
Nel 1914 fece ritorno a Catania con la moglie, conosciuta all'università di Firenze, e ottenne la libera docenza in quella università. L'anno successivo occupò come incaricato la cattedra di Savj-Lopez, richiamato alle armi per lo scoppio della prima guerra mondiale. Durante gli anni della guerra svolse funzione di interprete dei prigionieri, con una grande umanità che gli venne riconosciuta anche a distanza di anni. Dopo aver insegnato per tre anni lingue e letterature neolatine, ottenne l'incarico per la lingua e letteratura francese all'Accademia scientifico-letteraria di Milano. Alla morte della seconda bambina si accostò alla fede cattolica con un'adesione che alimentò e indirizzò anche i suoi studi: si veda ad esempio l'interesse per il rapporto libertà/grazia nel tragediografo francese Corneille, cui dedicò un commento al Polieucte. Nel 1925, pur mantenendo l'incarico all'Accademia,  ottenne la cattedra di filologia romanza all'Università Cattolica del Sacro Cuore, dove insegnò ininterrottamente per ventisette anni, fino all'anno precedente la sua morte.
In questo lungo arco di tempo, e con contemporanei incarichi di docenza anche all'Università statale di Milano (fino al 1928) e a quella di Genova (1930-1932), proseguì la sua intensa attività di studioso con una produzione vasta e variegata: dalla letteratura italiana antica a quelle francese e spagnola; dalla storia delle tradizioni popolari ai problemi linguistici e culturali delle varie regioni d'Italia.
Morì a Milano il 9 marzo 1953, appena un anno dopo aver lasciato il lungo insegnamento universitario.

## Varietà e originalità della ricerca
La molteplicità dei campi di ricerca del Sorrento trova il suo punto di fusione nella coerenza metodologica. Nello spazio di quarantadue anni, dal 1910 al 1952, lo studioso «offre un complesso di oltre centocinquanta scritti, vari di mole, argomento e materia, perché a ciò portava la disciplina stessa professata; ma mai varietà apparirà più fusa da costanza di metodo, superiore visione della cultura, soprattutto da convergenza di interessi e saldezza di principi teorici.»
La sua ricerca si basa sulla nozione di lingua come espressione, cosicché «quasi sempre l'indagine linguistica si risolve in analisi stilistica e cioè, in definitiva, estetica». Lo annota Antonio Viscardi, proponendo questa conclusione: «Così, in tutti i campi della nostra disciplina il Sorrento ha recato il fermento delle nuove idee e dei metodi nuovi, tenendo fermamente fede al programma di rinnovamento di cui con tanto fervore aveva nel 1923 affermato l'esigenza. Per questo l'opera di Luigi Sorrento resta valida e viva.»

## Opere
- Introduzione allo studio dell'antico siciliano, Milano, Società editrice "Dante Alighieri", 1911.
- Il libro delle lodi e commendazione delle donne di Vespasiano da Bisticci, Milano, Albrighi e Segati, 1911.
- Tre sonetti di Luigi Tansillo, Catania, ed. Di Mattei, 1913.
- In Ispagna. Impressioni e studi, Catania, ed. Libreria Minerva, 1913.
- La diffusione della lingua italiana nel Cinquecento in Sicilia, Firenze, Le Monnier, 1921.
- Benedetto Varchi e gli etimologisti francesi del suo secolo, Milano, Bietti, 1921.
- Italiani e Spagnuoli contro l'egemonia intellettuale francese del Settecento, Milano, Vita e pensiero, 1924.
- Isola del sole, Milano, Trevisini, 1925.
- Francia e Spagna nel Settecento. Battaglie e sorgenti di idee, Milano, Vita e pensiero, 1928.
- Per la storia della poesia dialettale in Italia, in «Atti del primo Congresso nazionale delle tradizioni popolari», Firenze, 1929.
- La poesia dialettale trentina, in «Nuova Antologia», 1º febbraio 1931.
- Medio Evo. Il termine e il concetto, Milano, Vita e pensiero, 1931.
- Discorso proemiale sugli studi sintattici italiani, Milano, 1931.
- Il Petrarca e i poeti italiani nel «Trionfo d'amore», in Parma a Francesco Petrarca, Parma, ed. Mario Fresching, 1934.
- L'unità delle tradizioni popolari italiane, Roma, 1936.
- Orazio e il Medio Evo, in Conferenze oraziane, Milano, Vita e pensiero, 1936.
- La filologia di Leonardo, in Leonardo da Vinci, Novara, Istituto geografico De Agostini, 1939.
- Letture provenzali. Antichi testi religiosi, Milano, 1940.
- La spiritualità e l'arte di Giovanni Meli, in Studi su Giovanni Meli nel secondo centenario della nascita, Palermo, Palumbo, 1940.
- La poesia e i problemi della poesia di Jorge Manrique, Palermo, Palumbo, 1941.
- Significativi momenti della varia fortuna di Pierre Corneille, nella critica della Francia moderna, Milano, 1942.
- Problemi linguistici e culturali sulla diffusione della lingua italiana nelle varie regioni d'Italia durante i primi secoli della letteratura, Milano, 1942.
- Significativi momenti della varia fortuna di Racine in Francia, Milano, 1943.
- Medievalia, Brescia, Morcelliana, 1943.
- L'antico lombardo e la diffusione della lingua italiana in Lombardia, Milano, 1943.
- L'apparizione di Adamo nel «Paradiso». Dottrina e poesia, Milano, Hoepli, 1944.
- Lettura e illustrazione critica della poesia di Alfred De Vigny, Milano, Vita e pensiero, 1945.
- Il proemio del marchese di Santillana, a cura di Luigi Sorrento, Milano, Marzorati, 1946.
- Sintassi romanza. Ricerche e prospettive, Milano, Istituto editoriale cisalpino, 1950.